# Tigrul (film din 1967)
Tigrul (titlul original: în italiană Il tigre) este un film de comedie satirică italo-american, realizat în 1967 de regizorul Dino Risi, film distins cu Scoica de argint (Concha de Plata) la San Sebastian în 1967. 
Protagoniștii filmului sunt actorii Vittorio Gassman, Ann-Margret, Eleanor Parker și Fiorenzo Fiorentini.

## Rezumat
Un manager de patruzeci și cinci de ani al unei industrii importante, un bărbat de succes, își pierde capul pentru o frumoasă fată de douăzeci de ani care este colega de școală a fiului său, punându-i în pericol familia și cariera profesională.
După o încercare de a-și părăsi soția pentru a merge la Paris cu iubita lui, el decide să se întoarcă acasă, familia sa pretinzând că nu știe nimic despre intențiile lui. 

## Distribuție
- Vittorio Gassman – Francesco Vincenzini
- Ann-Margret – Carolina
- Eleanor Parker – Esperia, moglie di Francesco
- Fiorenzo Fiorentini – Tazio Menichelli
- Antonella Steni – Pinetta
- Luigi Vannucchi – presidente Gianni Renzi Morassutti
- Caterina Boratto – Delia
- Jacques Herlin – padre Sartorelli
- Eleonora Brown – Luisella Vincenzini
- Nino Segurini – Oscar, marito di Luisella
- Giovambattista Salerno – Luca Vincenzini
- Giovanni Scratuglia –
- Egidio Casolari – Elpidio
- Consalvo Dell'Arti – padre di Carolina

## Melodii din film
- Se batte forte, interpretată de I Rollini
- La parte del leone, interpretată de I Rollini

## Premii
- 1967 Scoica de Argint pentru cel mai bun regizor (Concha de Plata a la mejor dirección), pentru filmul Tigrul al regizorului Dino Risi (ex aequo cu Crimă în stil personal de Jiří Weiss).
- 1967 David di Donatello – Premiul David di Donatello pentru cel mai bun actor
  - Vittorio Gassman – Tigrul (ex aequo)
  - Ugo Tognazzi – L'immorale (ex aequo)

## Lansare
Filmul Tigrul a avut premiera în Italia pe data de 29 aprilie 1967.
În România premiera filmului a avut loc la data de 25 august 1969 la cinematografele „Luceafărul” și „Doina” (grădină) din capitală.